# 敬武県
敬武県（けいぶ-けん）は中華人民共和国河北省にかつて存在した県。現在の石家荘市趙県北東部に相当する。
前漢により設置され、後漢により廃止されている。